# L'Hôtesse de la violence
Pour plus de détails, voir Fiche technique et Distribution.
L'Hôtesse de la violence (鬼马保镖贼美人, Gui ma bao biao zei mei ren) est un film d'action hongkongais écrit, produit et réalisé par Frankie Chan (en), qui tient également un rôle principal, et sorti en 1988 à Hong Kong.
Le film totalise 9 427 564 HK$ de recettes à Hong Kong.

## Synopsis
Betty et Carrie, deux hôtesses chargées de convoyer des diamants volés, décident de garder pour elles une partie du butin et deviennent la cible des triades. L'une d'elles est assassinée, tandis que l'autre, envoyée à l'hôpital, accepte l'aide de la police.

## Fiche technique
- Titre français : L'Hôtesse de la violence
- Titre original : 鬼马保镖贼美人
- Titre international : The Good, the Bad and the Beauty
- Réalisation et scénario : Frankie Chan (en)
- Musique : Wang Fu-ling
- Photographie : Yu Chi-lien
- Montage : Robert Choi Hung
- Production : Frankie Chan (en)
- Société de production : Always Good Film Company
- Pays d'origine :  Hong Kong
- Langue : cantonais
- Genre : action
- Durée : 97 minutes
- Date de sortie :
  -  Hong Kong : 8 janvier 1988

## Distribution
- Cherie Chung
- Frankie Chan (en)
- Kent Cheng
- Bill Tung
- Dicky Cheung (en)
- Anthony Chan (en)
- John Foster (Cihangir Gaffari)
- Maria Cordero